# Механизм Кельвина — Гельмгольца
Под механизмом Кельвина — Гельмгольца понимают астрономический процесс, происходящий при остывании поверхности звезды или планеты. Остывание приводит к падению давления, из-за чего планета или звезда сжимается, что в свою очередь приводит к разогреванию ядра. Этот механизм заметен на Юпитере, Сатурне и коричневых карликах, где температура ядра недостаточна для прохождения термоядерной реакции. По оценкам, этот механизм позволяет Юпитеру излучать больше энергии, чем он получает от Солнца, однако для Сатурна это может быть неверно.
Первоначально механизм был предложен Кельвином и Гельмгольцем в конце 19-го века для объяснения источника энергии Солнца. К середине 19-го века закон сохранения энергии стал общепринятым. Одним из его следствий является то, что должен быть какой-то источник для того, чтобы Солнце могло излучать энергию продолжительное время. Поскольку ядерные процессы были на тот момент неизвестны, главным кандидатом для объяснения этой энергии стало гравитационное сжатие.